# Patrick Galbraith
Pour les articles homonymes, voir Galbraith.
Patrick Galbraith est un ancien joueur de tennis professionnel américain,  né le 16 avril 1967 à Tacoma (État de Washington).
Spécialiste de double, il fut classé no 1 à l’ATP dans cette spécialité en 1993. Le tandem qu’il formait avec le Canadien Grant Connell, atteignit notamment la finale à Wimbledon en 1993 et 1994, et remporta le Masters de double à Eindhoven en 1995.
Durant sa carrière, Patrick Galbraith a gagné 38 titres en double, dont 2 en double mixte : il a ainsi remporté deux fois le tournoi mixte à l’US Open, en 1994 avec Elna Reinach et en 1996 avec Lisa Raymond ; il a en outre disputé la finale de Roland-Garros en 1997 dans cette spécialité.
Il a été président de l’USTA (la Fédération de tennis des États-Unis) de 2019 à 2020.

## Parcours dans les tournois duGrand Chelem

### En simple
N'a jamais participé à un tableau final.

### En double
| Année | Open d'Australie               | Open d'Australie           | Internationaux de France      | Internationaux de France   | Wimbledon                    | Wimbledon                  | US Open                     | US Open                    |
| ----- | ------------------------------ | -------------------------- | ----------------------------- | -------------------------- | ---------------------------- | -------------------------- | --------------------------- | -------------------------- |
| 1988  | —                              | —                          | —                             | —                          | —                            | —                          | 1er tour (1/32) B. Garrow   | M. Mečíř T. Šmíd           |
| 1989  | —                              | —                          | —                             | —                          | —                            | —                          | 1/8 de finale B. Garrow     | G. Layendecker R. Reneberg |
| 1990  | 1er tour (1/32) G. Van Emburgh | J. Lozano T. Witsken       | 1er tour (1/32) D. Macpherson | G. Connell G. Michibata    | 2e tour (1/16) D. Macpherson | N. Brown M. Schapers       | 1/2 finale K. Jones         | P. Annacone D. Wheaton     |
| 1991  | 2e tour (1/16) T. Witsken      | T. Woodbridge M. Woodforde | 1er tour (1/32) T. Witsken    | S. DeVries D. Macpherson   | 1/4 de finale T. Witsken     | J. Fitzgerald A. Järryd    | 2e tour (1/16) T. Witsken   | R. Båthman R. Bergh        |
| 1992  | 1er tour (1/32) T. Witsken     | M. Schapers D. Vacek       | 1/8 de finale P. McEnroe      | P. Albano C. Motta         | 2e tour (1/16) J. Palmer     | K. Jones R. Leach          | 1/8 de finale D. Visser     | N. Borwick S. Youl         |
| 1993  | 2e tour (1/16) G. Connell      | S. Edberg J. Siemerink     | 1er tour (1/32) G. Connell    | J.-L. de Jager M. Ondruska | Finale G. Connell            | T. Woodbridge M. Woodforde | 2e tour (1/16) G. Connell   | S. Davis C. van Rensburg   |
| 1994  | 1er tour (1/32) G. Connell     | A. Kratzmann M. Kratzmann  | 1/2 finale G. Connell         | J. Apell J. Björkman       | Finale G. Connell            | T. Woodbridge M. Woodforde | 1er tour (1/32) G. Connell  | K. Jones M. Lucena         |
| 1995  | 2e tour (1/16) G. Connell      | D. Johnson K. Thorne       | 2e tour (1/16) G. Connell     | L. Jensen M. Jensen        | 1er tour (1/32) G. Connell   | G. Forget J. Hlasek        | 1/2 finale G. Connell       | T. Woodbridge M. Woodforde |
| 1996  | 1/2 finale A. Olhovskiy        | S. Edberg P. Korda         | 2e tour (1/16) A. Olhovskiy   | J. Frana R. Leach          | 1/8 de finale A. Olhovskiy   | B. MacPhie M. Tebbutt      | 2e tour (1/16) T. Henman    | J. Eltingh P. Haarhuis     |
| 1997  | 1/4 de finale E. Ferreira      | R. Leach J. Stark          | 2e tour (1/16) E. Ferreira    | K. Braasch J. Knippschild  | 1/8 de finale E. Ferreira    | N. Broad P. Norval         | 1er tour (1/32) E. Ferreira | B. Behrens P. McEnroe      |
| 1998  | 1/4 de finale B. Steven        | D. Macpherson D. Wheaton   | 1/4 de finale B. Steven       | M. Knowles D. Nestor       | 1/4 de finale B. Steven      | T. Woodbridge M. Woodforde | 1er tour (1/32) B. Steven   | M. Barnard A. Olhovskiy    |
| 1999  | 1/4 de finale P. Haarhuis      | E. Ferreira R. Leach       | 1er tour (1/32) J. Gimelstob  | F. Meligeni J. Oncins      | 1/8 de finale J. Gimelstob   | M. Bhupathi L. Paes        | —                           | —                          |
| 2000  | 1er tour (1/32) B. MacPhie     | L. Hewitt S. Stolle        | 1er tour (1/32) B. MacPhie    | B. Bryan M. Bryan          | 2e tour (1/16) B. MacPhie    | W. Arthurs B. Ellwood      | 2e tour (1/16) B. MacPhie   | P. Haarhuis S. Stolle      |

N.B. : le nom du ou de la partenaire se trouve sous le résultat ; le nom des ultimes adversaires se trouve à droite.

### En double mixte
| Année | Open d'Australie           | Open d'Australie                 | Internationaux de France | Internationaux de France | Wimbledon                | Wimbledon               | US Open               | US Open                  |
| ----- | -------------------------- | -------------------------------- | ------------------------ | ------------------------ | ------------------------ | ----------------------- | --------------------- | ------------------------ |
| 1994  |                            |                                  |                          |                          |                          |                         | Victoire E. Reinach   | J. Novotná T. Woodbridge |
| 1995  | 1er tour (1/16) E. Reinach | Jill Hetherington J.-L. de Jager |                          |                          |                          |                         |                       |                          |
| 1996  |                            |                                  |                          |                          | 1/4 de finale P. Shriver | L. Neiland M. Woodforde | Victoire L. Raymond   | M. Bollegraf R. Leach    |
| 1997  | 1/4 de finale L. Raymond   | A. Kournikova M. Knowles         | Finale L. Raymond        | R. Hiraki M. Bhupathi    |                          |                         | 1/2 finale L. Raymond | M. Paz P. Albano         |
| 1998  | 1/4 de finale L. Raymond   | Venus Williams Justin Gimelstob  |                          |                          |                          |                         | Finale L. Raymond     | S. Williams M. Mirnyi    |

N.B. : le nom de la partenaire se trouve sous le résultat ; le nom des ultimes adversaires se trouve à droite.

## Participation aux Masters

### En double
| Année | Ville        | Surface         | Partenaire     | Résultats | Résultat final    |
| ----- | ------------ | --------------- | -------------- | --------- | ----------------- |
| 1991  | Johannesburg | Dur indoor      | Todd Witsken   | 1v, 2d    | Éliminé en poules |
| 1993  | Johannesburg | Dur indoor      | Grant Connell  | 2v, 2d    | Demi-finaliste    |
| 1994  | Jakarta      | Dur indoor      | Grant Connell  | 1v, 2d    | Éliminé en poules |
| 1995  | Eindhoven    | Moquette indoor | Grant Connell  | 3v, 2d    | Vainqueur         |
| 1997  | Hartford     | Moquette indoor | Ellis Ferreira | 1v, 2d    | Éliminé en poules |